# رشيد العناني
رشيد العناني (مواليد 17 يوليو 1949) كاتب وناقد وأكاديمي مصري، متخصص في الأدب العربي الحديث. تركزت معظم مؤلفاته على الأديب المصري نجيب محفوظ.

## مسيرته
درس العناني الأدب الإنجليزي في جامعة القاهرة وعمل بها عدة سنوات. ثم سافر إلى بريطانيا حيث حصل على الدكتوراه من جامعة إكستر، التي ترأس فيها قسم الدراسات العربية والإسلامية، وهو أستاذ فخري للأدب العربي الحديث بها. يشغل حاليا منصب أستاذ للأدب العربي والمقارن، وعميد كلية العلوم الاجتماعية والإنسانية بمعهد الدوحة للدراسات العليا.
هو عضو بلجنة تحكيم لعديد من الجوائز الأدبية، مثل جائزة البوكر العربية، وجائزة نجيب محفوظ الذي يرعاها قسم النشر بالجامعة الأمريكية بالقاهرة. كما يُشرف على تحرير "سلسلة دراسات إدنبره في الأدب العربي الحديث"، السلسلة الوحيدة من نوعها في اللغة الإنجليزية، والتي تُنشر من قبل دار جامعة إدنبره للنشر.

## أعماله
- 1988: عالم نجيب محفوظ من خلال رواياته (باللغة الإنجليزية)
- 1993: عالم نجيب محفوظ الروائي: مطاردة المعنى (باللغة الإنجليزية)
- 1995: نجيب محفوظ: قراءة ما بين السطور (باللغة الإنجليزية)
- 2006: تمثّلات العرب للغرب: لقاءات الشرق والغرب في الرواية العربية (باللغة الإنجليزية)
- 2006: استنطاق النص: دراسات في السرد العربي (باللغة العربية)
- 2007: نجيب محفوظ: حياته وعصره (باللغة الإنجليزية)
- 2016: البحث عن الحرية: مقالات في الأدب والحياة (باللغة العربية)